# Fred Lawrence
Fred Lawrence – angielski snookerzysta i bilardzista zawodowy.
W 1928, na drugich w historii mistrzostwach świata w snookerze w Birmingham, dotarł do finału; przegrał decydujący mecz ze słynnym Joe Davisem 13:16. W drodze do finału pokonał Aleca Manna i Toma Newmana.